# Chester (Maine)
Chester est une ville située dans l’État américain du Maine, dans le comté de Penobscot.

## Géographie
|                 | Woodville (Maine) | Mattawamkeag (Maine) |
| Gilford (Maine) | Chester           | Lee (Maine)          |
| Enfield (Maine) | Lincoln (Maine)   |                      |